# Київський апеляційний адміністративний суд

Юрисдикція суду

Київський апеляційний адміністративний суд — колишній суд апеляційної інстанції, який здійснював розгляд апеляційних скарг, поданих на судові рішення окружних адміністративних судів та місцевих загальних судів як адміністративних. Також Київський апеляційний адміністративний суд розглядав справи як суд І інстанції справи деяких категорій (зокрема, пов'язаних з виборчим процесом). Юрисдикція цього суду поширювалася на Чернігівську, Черкаську, Київську області та м. Київ.
Крім того, у зв'язку з неможливістю здійснювати правосуддя Севастопольським апеляційним адміністративним судом на тимчасово окупованих територіях, розгляд адміністративних судових справ, підсудних Севастопольському апеляційному адміністративному суду, забезпечувався Київським апеляційним адміністративним судом.
Суд здійснював правосуддя до початку роботи Шостого апеляційного адміністративного суду, що відбулося 3 жовтня 2018 року.

## Історія
У 2002 році було прийнято Закон України «Про судоустрій України», яким визначили поняття адміністративної юрисдикції та місце адміністративних судів в системі судів загальної юрисдикції. Відповідно до Указу Президента України «Про утворення місцевих та апеляційних адміністративних судів, затвердження їх мережі та кількісного складу суддів» від 16 листопада 2004 року Київський апеляційний адміністративний суд було утворено з 01 січня 2005 року та розпочав свою діяльність 02 квітня 2007 року. Першими в Київському апеляційному адміністративному суді почали здійснювати судочинство Денісов А. О., Бараненко І. І., Бєлова Л. В., Бистрик Г. М., Глущенко Я. Б., Межевич М. В. та Ситников О. Ф. 06 липня 2005 року Верховною Радою України прийнято Кодекс адміністративного судочинства України [Архівовано 30 Квітня 2015 у Wayback Machine.], в якому окреслено повноваження адміністративних судів щодо розгляду справ адміністративної юрисдикції, порядок звернення до адміністративних судів і порядок здійснення адміністративного судочинства.

## Керівництво суду[коли?]
Голова суду — Горяйнов Андрій Миколайович
Заступник голови суду — Саприкіна Ірина Валентинівна
Заступник голови суду — Ключкович Василь Юрійович
Суддя-речник — Мєзєнцев Євген Ігорович

## Адреса
01010, м. Київ, вул. Князів Острозьких, 8, корпус 30.